# Крестьяне о писателях
«Крестьяне о писателях» — книга советского писателя, педагога и просветителя Топорова А. М.

## История создания

Топоров А. М., писатель, просветитель, педагог, автор книги «Крестьяне о писателях», 1971

Учитель А. М. Топоров в алтайской коммуне «Майское утро» недалеко от Барнаула с 1920 по 1932 годы проводил с неграмотными и полуграмотными крестьянами чтение мировой классической и советской литературы. Записывал всё, что говорилось затем при обсуждении прочитанного.
В 1927 году он начал публикацию своих записей в газете «Звезда Алтая» (Бийск) и в журнале «Сибирские огни» (Новосибирск), а в 1930-е годы выступил с книгой «Крестьяне о писателях» (М. : Госиздат, 1930). Это — первый и единственный в мире опыт крестьянской критики художественной литературы. Книга Топорова получила резонанс в СССР и за его пределами (США, Австралия, Швейцария, Польша и т. д.). Выход книги в разные годы положительно отметили литераторы и общественные деятели Максим Горький, Вересаев В. В., Зазубрин В. Я., Вяткин Г. А., Пермитин Е. Н., Луначарский А. В., Рубакин Н. А., Бицилли П. М., Твардовский А. Т., Исаковский М. В., Залыгин С. П., Игрунов Н. С., Сухомлинский В. А. и другие. В то же время некоторые писатели и литературные критики (Беккер М. И., Панфёров Ф. И., Павлов Г. П., Высоцкий А. В. и др.) её по разным причинам не приняли. В Сибирской советской энциклопедии в 1932 году писали: «Книга Топорова „Крестьяне о писателях“ — образец беспринципной, антимарксистской критики литер. произведений».
В 1937 году Топоров А. М. был незаконно репрессирован и до 1943 года отбывал наказание в исправительно-трудовых лагерях ГУЛАГа, а сама книга на суде фигурировала среди вещественных доказательств вины автора. В публикации второго и третьего томов книги автору было отказано Госиздатом, а её рукопись уничтожена. Последний экземпляр полной рукописи книги был утерян родственниками автора во время фашистской оккупации Старого Оскола. Позднее книга была включена Главлитом в «Аннотированные списки политически вредных книг, подлежащих изъятию из библиотек и книготорговой сети» (Аннотир. список № 10.М., 1951. Возвр.: Приказ № 197. 13.02.1958) по следующим причинам: «Книга засорена положительными упоминаниями врагов народа: Аросева, Пильняка, Кольцова. На с. 264–266 приведены положительные отзывы об Орешине и его творчестве».
Интерес к книге со стороны общественности и читающей публики возобновился в 1961 году, когда в космос полетел Титов Г. С., который называл Топорова своим «духовным дедом» (родители космонавта были учениками Топорова в коммуне «Майское утро»).
Книга «Крестьяне о писателях» в дальнейшем выдержала ещё 6 изданий: 1963, 1967, 1979, 1982, 2014 и 2016 годы. Сегодня она представлена в фондах крупнейших библиотек России, Украины, Беларуси и других стран, включая Российскую государственную библиотеку, Национальную библиотеку Украины имени В. И. Вернадского и Библиотеку Конгресса (англ. The Library of Congress). В 2000-х годах в Государственном архиве Николаевской области были обнаружены ранее не опубликованные записи с обсуждением коммунарами произведений Зощенко М. М., Шишкова В. Я., Есенина С. А., Курса А. Л. Частично они напечатаны в журналах «Барнаул» (2009), «Братина» (Москва, 2011), «Звезда» (Санкт-Петербург, 2013) и «Сибирские огни» (Новосибирск, 2014), а также в 6-м и 7-м изданиях книги «Крестьяне о писателях». Эксперты «Полки» (это образовательный проект о самых важных произведениях русской литературы) назвали 7-е московское издание книги Адриана ТОПОРОВА «Крестьяне о писателях» (Common Place, 2016) в числе главных переизданий и находок 2010-х годов в России. — https://polka.academy/materials/670
В Барнауле, Николаеве и в алтайском селе Верх-Жилино в честь автора книги Топорова А. М. открыты мемориальные доски. Его именем названы: Алтайский институт развития образования, улица и школа в районном центре Косиха (Алтайский край), одна из библиотек в Старом Осколе. Начиная с 2009 года, Топоровские чтения проводятся в Белгороде, Николаеве и в Алтайском крае.
В декабре 2017 года на сцене Томского областного театра юного зрителя состоялась премьера спектакля «Крестьяне о писателях. Житие учителя в трёх действиях» (автор - А. Топоров, режиссёр Дмитрий Егоров), посвящённого судьбе коммуны  «Майское утро» и самого Адриана Топорова.
15–16 декабря 2020 г. Институт мировой литературы имени А. М. Горького РАН провел Международную научную конференцию «Читатель в русском литературном процессе XX века. К 90-летию выхода книги А.М. Топорова "Крестьяне о писателях"». — http://imli.ru/konferentsii/anonsy/4083-nauchnaya-konferentsiya-chitatel-v-russkom-literaturnom-protsesse-khkh-veka-k-90-letiyu-vykhoda-knigi-a-m-toporova-krestyane-o-pisatelya

## Содержание книги
В основе последнего прижизненного издания книги (Топоров А. М. Крестьяне о писателях. — 5-е изд. — М. : Книга, 1982) лежат стенографически записанные Топоровым высказывания крестьян о произведениях художественной советской прозы и поэзии 1920-х годов (Зазубрин В. Я., Коптелов А. Л., Новиков-Прибой А. С., Пермитин Е. Н., Сейфуллина Л. Н., Тренёв К. А., Безыменский А. И., Блок А. А., Вяткин Г. А., Есенин С. А., Уткин И. П. и др.). Из классиков включен только Пушкин А. С. Затем следуют краткие характеристики участников этих чтений, сделанные Топоровым. Кроме главного материала издатели ввели в книгу: предисловие журналиста Стырова П. Д., опубликованную в газете «Известия ЦИК» 7 ноября 1928 года корреспонденцию широко известного в то время журналиста Аграновского А. Д., посетившего коммуну «Майское утро», статью Титова С. П. о своем учителе Топорове, рассказ самого Топорова «О первом опыте крестьянской критики художественных произведений», письма писателей к Топорову, в основном тех, чьи произведения обсуждались в «Майском утре».

## Оценки
- Аграновский А. Д., журналист: «Белинские в лаптях! Невероятно, но факт. В сибирской глуши есть хуторок, жители которого прочли огромную часть иностранной и русской классической и новейшей литературы. Не только прочли, а имеют о каждой книге суждение, разбираются в литературных направлениях, зло ругают одних авторов, одни книги, отметая их, как ненужный вредный сор, и горячо хвалят и превозносят других авторов, словом, являются не только активными читателями, но строгими критиками и ценителями».[6].
- Бицилли П. М., русский историк, литературовед и философ: «Твердое знание замечательной книги Топорова следовало бы признать обязательным для каждого преподавателя русского языка и истории русской литературы. Из этой книги каждый хоть несколько вдумчивый преподаватель узнает от „простых мужиков“, что такое подлинный разбор литературных памятников и выучится у Топорова, как надо поступать, чтобы не убивать в учащихся способности непосредственного художественного восприятия».[7].
- Вересаев В. В., писатель: «Дело небывалое и любопытное. Я, по крайней мере, не знаю подобного эксперимента во всей русской и зарубежной литературе… Непременно продолжайте. Это настоящий нелицеприятный суд над нашим братом».[8].
- Максим Горький: «Пошлите мне Вашу книгу „Два мира“; интереснейшую беседу слушателей о ней я читал, захлёбываясь от удовольствия». (Из письма писателю В. Я. Зазубрину).[9]. «Эта книга была прочитана в Сибири перед собраниями рабочих и крестьян. Суждения, собранные о ней, стенографически записаны и были опубликованы в журнале „Сибирские огни“. Это весьма ценные суждения, это подлинный „глас народа“». (Из предисловия к пятому изданию романа В. Я. Зазубрина «Два мира»).[10].
- Зазубрин В. Я., писатель: «Узнал, что Максим Горький выдвигает Вас одним из редакторов лит.-худ. журнала для колхозников. На днях получите предложение — приехать в Москву для переговоров. Советую принять это предложение. Алек[сей] М[аксимович] очень Вас ценит и хочет с Вами познакомиться, чтоб Вам дать более широкое поле для продолжения Ваших занятий».[11].

Файл: Памятная надпись поэта Твардовского А. Т. Топорову А. М. на книге «Василий Тёркин», 1964

- Файл: Памятная надпись поэта Твардовского А. Т. Топорову А. М. на книге «Василий Тёркин», 1964Залыгин С. П., писатель, общественный деятель: «Это удивительная книга. Держишь её в руках, как драгоценность, как кладезь человеческих ценностей, как памятник. Вся её история — совершенно реальные факты и приметы нашей жизни, переплелись здесь так, словно кто-то задался целью удивить и поразить вас».[12].
- Исаковский М. В., поэт: «Книгу Вашу я знаю давно… Продолжать то, что Вы начали, продолжать пусть в несколько иной форме, но всё же продолжать, — по-моему, совершенно необходимо. И я надеюсь, что продолжатели найдутся».[13].
- Корниенко Н. В., литературовед, член-корреспондент РАН: «Развернувшая в 1928—1929 годах тотальная критика книги А. М. Топорова „Крестьяне о писателях“ свидетельствовала о том, что массовый читатель был оценен по достоинству как один из реальных участников литературного процесса. „По достоинству“ была оценена в 1929 году и „топоровщина“ — как одно из неподконтрольных явлений, сформировавшихся в традициях народничества и просветительства 900-х годов».[14].
- Луначарский А. В., писатель, публицист, общественный деятель: «Когда, например, известный учитель Топоров производит свои интересные эксперименты с крестьянской аудиторией, мы часто удивляемся правильности и глубине суждений крестьян и многое должны принять во внимание при этом».[15].
- Пермитин Е. Н., писатель: «Вчера на книжном базаре встретил и купил Вашу книгу „Крестьяне о писателях“ — книгу прочел в ночь. Прекрасная, нужная книга. Полезная писателю, присяжным критикам и огромной армии культработников, работающих в деревне с книгой».[16].
- Рубакин Н. А., писатель и ученый-библиограф: «Ваша замечательная книга особенно ценна её внутренней честностью. Потому она и особенно поучительна. Она откроет глаза многим и многим на настоящую роль и значение и на социальное назначение литературы… С каждой страницы Вашей книги так и прёт, так и сияет Ваша любовь к человеку, к читателю, да и их любовь и доверие к Вам просто-таки очаровывают».[17].
- Сухомлинский В. А., педагог, писатель: «Я хорошо помню книгу А. М. Топорова ещё по довоенному изданию. Всё, о чём он рассказал в своей книге и что делал в своём селе, всегда казалось мне изумительным, необычным… Когда читаешь высказывания крестьян о величайших художниках, чувствуется прикосновение к правде, к жизни… Настоящая сельская школа всегда была и есть очагом мысли, культуры. Учитель никогда не может ограничиваться уроком. Подлинный педагог является искрой, зажигающей в человеческих сердцах любовь к прекрасному».[18].
- Яранцев В. Н., литературный критик: «И всё-таки „Крестьяне о писателях“ — книга неувядаемая, благодаря языку коммунаров, „богатейшим языковым россыпям“ (Е. Пермитин) их „обсуждений“. Удивляет, восторгает, заставляет читать дальше в поисках этих новых и новых россыпей это какое-то невиданное прежде соединение коренной крестьянской („простонародной“) речи и здравой, точной, почти литературоведческой оценки произведения в целом и его частностей».[19]

## Издания
- Топоров А. М. Крестьяне о писателях // Звезда Алтая, 05-07.1927.
- Топоров А. М. Деревня о современной художественной литературе // Сибирские огни, 1927. — № 6. — С. 192—231.
- Топоров А. М. Деревня о современной художественной литературе; стенографический отчет // Сибирские огни, 1928. — № 1. — С. 217—243.
- Топоров А. М. Деревня о современной художественной литературе; стенографический отчет // Сибирские огни, 1928. — № 2. — С. 228—238.
- Топоров А. М. Деревня о современной художественной литературе; стенографический отчет // Сибирские огни, 1928. — № 5. — С. 173—190.
- Топоров А. М. Пушкин у крестьян-коммунаров // Красная нива, 1930. — № 5.
- Топоров А. М. Крестьяне о писателях. — 1-е издание, М. : Госиздат, 1930.
- Топоров А. М. Крестьяне о писателях. — 2-е изд., доп.и перераб. — Новосибирск : Книжное издательство, 1963.
- Топоров А. М. Крестьяне о писателях. — 3-е изд. — М. : Советская Россия, 1967.
- Топоров А. М. Крестьяне о писателях. — 4-е изд. — М. : Советская Россия, 1968.
- Топоров А. М. Крестьяне о писателях. — 5-е изд. — М. : Книга, 1982.
- Топоров А. М. Зоил сермяжный и посконный. Опыты крестьянской литературной критики // Русская жизнь, 2009. — № 10, 11-12.
- Топоров А. М. О книге рассказов Вячеслава Шишкова Диво-дивное // Барнаул, 2009. — № 1. — С. 94-96.
- Топоров А. М. Неопубликованная глава из книги «Крестьяне о писателях» // Звезда, 2013. — № 4. — С. 94-97.
- Топоров А. М. Крестьяне о Бабеле. Публикация и предисловие Топорова И. Г. // Семь искусств, 2013. — № 11.
- Топоров А. М. Из воспоминаний // Сибирские огни, 2014. — № 6.
- Топоров А. М. Крестьяне о писателях. — Белгород: Константа, 2014. — 300 С.
- Топоров А. М. Первый и единственный // Литературная учеба, 2015. — № 2.
- Топоров А. М. Крестьяне о писателях. — М. : Common Place, 2016. — 334 С.